# Кенада (Туніс)
Кенада — місто в Тунісі у регіоні Сахель. Входить до складу вілаєту Монастір. Станом на 2004 рік тут проживало 4 597 осіб.